# Ave Maria, WAB 7
L'Ave Maria, WAB 7, est la troisième mise en musique de l'Ave Maria composée par Anton Bruckner en 1881.

## Historique
Lors de son séjour à Wels durant l'été 1881 Bruckner rencontra Luise Hochleitner, une cantatrice avec une belle voix d'alto. Bruckner promit de lui dédicacer un Ave Maria. L'œuvre, qui a été composée le 5 février 1882 - environ 20 ans après son plus célèbre Ave Maria, WAB 6 - est pour soliste alto (ou baryton) et orgue (piano ou harmonium).
La partition originale est perdue, mais il en existe des copies à l'Österreichische Nationalbibliothek et l'Abbaye de Kremsmünster. L'œuvre a été publiée en 1902 en annexe au n° 13 du Neue Musikzeitung, Stuttgart. La première exécution publique a eu lieu lors d'un concert du Wiener Akademischer Wagner-Verein le 5 février 1903 par Gisella Seehofer, qui y créa aussi les lieder Wie bist du, Frühling, gut und treu et Im April. L'œuvre est éditée dans le Volume XXI/29 de la Bruckner Gesamtausgabe.

## Musique
L'œuvre exigeante de 81 mesures en fa majeur, requiert un chanteur avec une large tessiture (2 octaves).
Comme dans les deux précédentes mises en musique de l'Ave Maria, le nom Jesus est chanté à trois reprises (mesures 23-31). Cette première partie est suivie par un interlude instrumental (mesures 32-38). L'œuvre continue ensuite par la deuxième partie (Sancta Maria), qui fait une citation de l'œuvre composée 20 ans auparavant. Ensuite (mesures 53-58), Nunc et in hora mortis nostrae est chanté pianissimo à l'unisson. Après une répétition de Sancta Maria, l'œuvre se termine par un arpège descendant sur Amen de deux octaves (de Fa 5 à Fa 3) et un court postlude instrumental (mesures 76-81).

## Discographie
Le premier enregistrement a eu lieu vers 1980 :
- Ingrid Günther (alto), Herbert Günther (BRT-Radio-Sinfonie-Orchester), Bruckner – Missa Solemnis in B – LP : Grenat G 40 170, vers 1980

Dans la majorité des environ de 20 enregistrements l'exécutant saute l'octave inférieure de l'Amen.
Une sélection parmi les quelques enregistrements, dans lequel l'exécutant le fait correctement :
- Anne-Marie Owens (mezzo-soprano), Peter King (orgue), Mass No. 2 / Motets (Simon Halsey) – CD : Conifer CDCF 192, 1990
- Peter Matuszek (baryton), Vladimir Roubal (orgue), Canti Sacri – CD : Rosa RD 151-2, 1994
- Sigrid Hagmüller (alto), Rupert Gottfried Frieberger (orgue), Anton Bruckner – Oberösterreichische Kirchenmusik – CD : Fabian Records CD 5112, 1995
- Vera Ilieva (mezzo-soprano), Burkhard Pütz (orgue), Ave Maria – CD : CDD 100 057, 1999 – transposé en la bémol majeur
- Günther Groissböck (bass)e, Matthias Giesen (orgue),  In Te Domine Speravi – Gramola CD 99327, 2024

## Sources
- Anton Bruckner - Sämtliche Werke, Band XXI: Kleine Kirchenmusikwerke, Musikwissenschaftlicher Verlag der Internationalen Bruckner-Gesellschaft, Hans Bauernfeind et Leopold Nowak (Éditeurs), Vienne, 1984/2001
- Cornelis van Zwol, Anton Bruckner 1824-1896 - Leven en werken, uitg. Thot, Bussum, Pays-Bas, 2012.  (ISBN 978-90-6868-590-9)
- Uwe Harten, Anton Bruckner. Ein Handbuch. Residenz Verlag, Salzbourg, 1996.  (ISBN 3-7017-1030-9).